# Legendary Hearts
Legendary Hearts es el decimosegundo álbum de Lou Reed, lanzado por RCA Records en 1983.
La portada del disco, dedicado a su entonces esposa Sylvia, muestra un casco de motociclista plateado.
Contiene once canciones, todas escritas por Reed, y recibió una buena crítica en la revista especializada Rolling Stone, aunque no tan entusiasta como la de su álbum anterior, The Blue Mask.

## Lista de canciones
1. "Legendary Hearts" - 3:23
2. "Don't Talk to Me About Work" - 2:07
3. "Make Up My Mind" - 2:48
4. "Martial Law" - 3:53
5. "The Last Shot" - 3:22
6. "Turn Out the Light" - 2:45
7. "Pow Wow" - 2:30
8. "Betrayed" - 3:10
9. "Bottoming Out" - 3:40
10. "Home of the Brave" - 6:49
11. "Rooftop Garden" - 3:04